# أرسلانبك أخيلوف
أرسلانبك أخيلوف (مواليد 1 يوليو 1993) هو ملاكم تركمانستاني، مثّل بلاده في الألعاب الأولمبية الصيفية 2016.

## وصلات خارجية
أرسلانبك أخيلوف على موقع أوليمبيديا (الإنجليزية)